# IOTA (технология)
IOTA — криптовалюта с открытым исходным кодом, DLT (распределённая бухгалтерская книга) на основе DAG (направленный ациклический граф), предназначена для защищённой и эффективной передачи данных и платежей без комиссий между устройствами в интернете вещей.
Проект IOTA был основан в 2015 году Дэвидом Сэнстебё (David Sønstebø), Сергеем Иванчегло, Домиником Шинером (Dominic Shiener) и PhD по математике Сергеем Поповым.
Целью его разработки был пересмотр и развитие технологии блокчейн для обеспечения применимости криптовалюты в интернете вещей. 
Транзакции IOTA являются бесплатными вне зависимости от их размера, время подтверждения транзакций невелико, количество одновременно обрабатываемых транзакций не ограничено, а сама система легко поддается масштабированию.
IOTA контролируется некоммерческим фондом «IOTA Foundation». В ноябре 2017 года фонд открыл рынок данных с использованием технологии IOTA, в работе которого приняли участие многие крупные корпорации и исследовательские группы.

## Единицы
Самая маленькая единица расчётов в IOTA — это йота, названная в честь самой маленькой буквы греческого алфавита. Названия бо́льших величин создаются путём добавления десятичных приставок, аналогичных используемым в метрической системе мер, к слову Iota. Таким образом, один миллион йота называется MegaIota или Miota (Mi), который также является базовой единицей Iota, используемой для торговли. Ниже приведены названия в порядке их увеличения:
| Iota     | = 1 Iota  | = 1 i  | = 1 i                     |
| KiloIota | = 1 Kiota | = 1 Ki | = 1 000 i                 |
| MegaIota | = 1 Miota | = 1 Mi | = 1 000 000 i             |
| GigaIota | = 1 Giota | = 1 Gi | = 1 000 000 000 i         |
| TeraIota | = 1 Tiota | = 1 Ti | = 1 000 000 000 000 i     |
| PetaIota | = 1 Piota | = 1 Pi | = 1 000 000 000 000 000 i |

Не следует путать эти приставки с двоичными приставками, используемыми для обозначения количества информации.

## История

### 2015
IOTA создана Дэвидом Сонстебё, Сергеем Иванчегло, Домиником Шинер и доктором Сергеем Поповым. Они установили максимально возможное количество криптовалюты, равное 2 779 530 283 277 761 йота. Поскольку в системе не предусмотрен майнинг (эмиссия), создание новых йота невозможно. Несколько месяцев спустя началось открытое бета-тестирование IOTA.

### 2016
Бета-тестирование продолжалось. В течение 11 месяцев осуществлялись операции прямого обмена между пользователями.

### 2017
Венчурный инвестор Outlier Ventures инвестировал в IOTA сумму, равную 7 оценкам стоимости, это стало первой прямой инвестицией в технологию. Ввиду увеличивающейся стоимости транзакций в сети биткойн, оператор микроплатежей SatoshiPay анонсировал переход на использование IOTA.
К августу Фонд IOTA создал партнёрство с REFUNITE, крупнейшей базой данных о пропавших без вести, чтобы использовать технологию IOTA для воссоединения семей во время и после конфликтов.
Наблюдая за успехом рынка данных с использованием технологии IOTA, подразделение Robert Bosch Venture Capital крупной корпорации, занимающееся венчурным инвестированием, сделало свою первую инвестицию в криптовалюты, купив значительное число токенов IOTA. Фонд IOTA получил приглашение от администрации Метрополии Токио на участие в программе ускоренного развития Blockchain Business Camp Tokyo. Также в программе приняли участие такие фирмы, как Sony, Honda и Toyota. В городе Харлем, Нидерланды, создана пилотная система, предназначенная для того, чтобы жители имели возможность проверки подлинности государственных документов без необходимости посещения соответствующих учреждений. Эта основанная на IOTA система с открытым кодом доступна на безвозмездной основе любому муниципалитету. Ввод её в действие намечен на 2018 год.

### 2018
Из-за сложности создания 81-символьной секретной фразы для кошелька IOTA некоторые пользователи прибегали к услугам сторонних онлайн-генераторов. Одним из наиболее популярных был сайт iotaseed.io. 21 января 2018 года появилась информация, что с кошельков пользователей, прибегавших к услугам онлайн-генераторов, исчезают средства. Общий объём похищенных средств оценивается, как минимум, в 4 млн долларов. В тот же период злоумышленники предприняли DDOS-атаку на полные узлы сети IOTA, чтобы воспрепятствовать попыткам пользователей вернуть похищенные средства. Представители IOTA утверждают, что проблема связана не с технологией IOTA, а с неосторожностью пользователей и злонамеренными онлайн-сервисами.

## Устройство

### Транзакции
Чтобы инициировать новую транзакцию в системе IOTA, пользовательское устройство должно сначала заверить две другие транзакции. Транзакция считается подтверждённой, если она прямо или косвенно заверена достаточно большим количеством случайно выбранных новых транзакций. В настоящее время в IOTA существует особое устройство, называемое Координатором (англ. the Coordinator), которое подтверждает все транзакции, включённые в переданный ему пакет. На ранних этапах сеть IOTA DAG, не содержавшая Координатора, считалась недостаточно безопасной. Предполагается, что Координатор будет убран из системы, когда сеть достигнет достаточного размера.

### Tangle
В IOTA используется направленный ациклический граф (DAG) вместо блокчейна. DAG в IOTA в просторечии часто называется tangle (с англ. — «клубок», «путаница», «запутывание»). Он представляет собой обобщение протокола блокчейн (то есть, блокчейн является частным случаем DAG).

### Криптография
В IOTA используются криптографические подписи, основанные на хешировании Winternitz, вместо эллиптической криптографии (англ. elliptic curve cryptography, ECC). Подписи на основе хеширования значительно быстрее, нежели ECC.
Разработчиками IOTA была создана собственная хеш-функция «Curl». В июле 2017 года исследователи обнаружили критическую уязвимость, позволяющую подделывать подписи. Использование криптографической функции собственной разработки было подвергнуто резкой критике. 7 августа функция «Curl» была заменена реализацией SHA-3, названной «Kerl», что позволило устранить уязвимость.

## Фонд «IOTA Foundation»
Фонд «IOTA Foundation» был зарегистрирован в Германии как некоммерческая корпорация, которая координирует разработку экосистемы IOTA, а также выделяет на это средства. Целью фонда является создание устойчивой экосистемы вокруг IOTA для ускорения её развития и коммерческого внедрения как технологии с открытым исходным кодом.
«IOTA Foundation» стал первым регулируемым некоммерческим фондом в Германии (нем. gemeinnützige Stiftung), финансируемым исключительно посредством криптовалюты. Он разделён на Совет директоров, Наблюдательный совет и Консультативный совет. Под их управлением в фонде будут организованы рабочие группы, ориентированные на содействие в использовании и продвижении IOTA.

## Data Marketplace
На основе IOTA был открыт публичный рынок для данных, предоставляемых сторонними датчиками. Цель состоит в том, чтобы монетизировать рынок, имеющий объём в 2,5 квинтиллиона байт данных, генерируемых ежедневно, и демонстрирующий экспоненциальный рост. В проекте приняли участие более двадцати глобальных организаций, включая Deutsche Telekom, Bosch, Microsoft, Orange, Fujitsu и ряд других компаний. Рынок позволяет подключённым устройствам безопасно передавать, покупать и продавать кому угодно небольшие объемы разнообразных данных. Бескомиссионные микроплатежи обрабатываются протоколом IOTA. Присутствовавшие изначально на рынке данные включают в себя измерения локальных параметров окружающей среды, данные африканского сельского хозяйства и анонимные данные от носимых медицинских приборов. Обычные пользователи сети также могут продавать свои данные на рынке.

## Дальнейшее развитие технологии

### CognIOTA
В сентябре 2017 года было объявлено о запуске распределённой службы машинного обучения с использованием IOTA в качестве платёжной системы. Цель CognIOTA заключается в предоставлении пользователям возможности продавать вычислительный ресурс своих простаивающих процессоров другим пользователям в режиме реального времени. Дэвид Констибо прокомментировал: «Цель состоит в том, чтобы заставить майнинг-пулы перейти на предоставление полезного сервиса (Machine Learning), оплачиваемого при помощи Iota. В наши дни сильно обостряется конкуренция майнинг-ферм, поэтому это беспроигрышный вариант».

### Masked Authenticated Messaging
Masked Authenticated Messaging (MAM) — это протокол обмена данными второго уровня, который позволяет безопасно передавать зашифрованные потоки данных, например RSS, через распределённую книгу IOTA. Для передачи пользователю необходимо провести небольшое количество доказательств работы для предотвращения спама сети. Узлы, которые прослушивают идентификатор канала (= адрес), получат сообщение. Сообщения MAM вносят вклад в безопасность сети, увеличивая общую мощность хеширования и извлекают выгоду из свойств целостности данных в сети. Пакет разработчика Bosch XDK IoT и RuuviTag, софт с открытым исходным кодом от Ruuvi Labs, уже используют MAM IOTA. Примеры использования для XDK и RuuviTags — это переносные метеостанции, радиомаяки Eddystone, локаторы транспортных средств и аналогичные приложения, которые надёжно сообщают о телеметрии или приемах команд.

### Flash-каналы
IOTA позволяет использовать мгновенные каналы с высокой пропускной способностью, которые являются двунаправленными и нечёткими. Это позволяет сторонам совершать транзакции на высокой скорости, не дожидаясь нормального времени подтверждения. Когда канал создаётся, каждая сторона вносит равную сумму IOTA в адрес с несколькими сигналами, контролируемый всеми сторонами. После подтверждения первоначальных депозитов канал не должен взаимодействовать с сетью до тех пор, пока канал не будет закрыт. Когда стороны завершают транзакцию, окончательные балансы публикуются в сети. Такой подход сокращает тысячи транзакций до двух.
В качестве примера можно привести реализацию оплаты за беспроводную зарядку телефона в кафе. Если ваш телефон и кафе открывают IOTA Flash Channel, то весь период времени, пока проводится зарядка, телефон регулярно, каждый оплачиваемый интервал времени, переводит кафе деньги через IOTA Flash Channel. По окончании зарядки, канал закрывается, и совокупный платёж, соответствующий суммарно всем микроплатежам, проведённым по каналу, записывается на Tangle как проведённый между телефоном и кафе.

## Кошелёк
Официальные версии кошелька доступны на GitHub. Пользователь нового кошелька должен самостоятельно создать секретную фразу (англ. seed) длиной до 81 символа, используя заглавные латинские буквы и цифру 9. Эта секретная фраза используется для генерации приватных ключей и обеспечивает доступ к кошельку с любого устройства.